# Museo Municipal de Alcalá la Real
El Museo Municipal de Alcalá la Real es un museo de gestión y propiedad municipal ubicado en la localidad de Alcalá la Real, en la provincia de Jaén, España. 
El museo se sitúa en el Palacio Abacial de Alcalá la Real. Incluye también un Centro de interpretación del territorio, ubicado cerca de la Fortaleza de la Mota.

### Museo municipal en el Palacio Abacial
El Museo municipal fue creado con el objetivo de albergar para su exposición, conservación y difusión, fondos de tipo  arqueológico, etnológico, antropológico, paleontológico y científico.

#### Salas
El museo cuenta con las siguientes salas:
- El tesoro de Ermita Nueva
- sala de geología, minerales y fósiles
- sala del Molino de Harina
- sala de la prehistoria
- sala del mundo romano
- sala de tradiciones funerarias (varias salas según épocas)
- sala del neolítico, cobre y bronce
- sala audiovisuales

### Centro de interpretación de la naturaleza
El Centro de interpretación de la naturaleza, inaugurado en mayo de 2015 nace con 2 objetivos: la  recuperación  de  especies de anfibios, reptiles, flora autóctona del bosque mediterráneo unido a la recogida de especies exóticas; y el ofrecer un entorno didáctico especialmente para escolares.